# Karol Hławiczka
Karol Hławiczka, né le 14 février 1894 à Ustroń, alors en Autriche-Hongrie, et mort le 22 juillet 1976 à Cieszyn, est un pianiste, professeur et compositeur polonais. C’était un spécialiste de l’œuvre de Chopin.

## Livres
- Śpiewnik szkolny (1922, 1925)
- Główne zadania metodyczne nauki śpiewu w szkole powszechnej (1925)
- Solfeż polski (1926)
- 75 pieśni marszowych do użytku młodzieży szkolnej, harcerskiej i przysposobienia wojskowego (1931)
- Pieśni na uroczystości państwowe do użytku szkolnego (1933)
- Nauczanie śpiewu w szkole powszechnej (1934)
- Kaszuby : pieśni ludowe kaszubskie / na 2 i 3 głosy (1935)
- Wesołe piosenki (1936)
- Leć pieśni w dal (1936)
- Moja piosenka (1938)
- Pieśni znad Olzy (1939)

## Articles
- L’echange rhythmique dans la musique de Chopin. “Annales Chopin 4”, 1959, p. 39-50.
- Zur Geschichte der polnischen evangelischen Gesangbücher des 16. und 17. Jahrhunderts. “Jahrbuch für Liturgik und Hymnologie 15”, 1970, p. 169-191.

## Source
- (en) Cet article est partiellement ou en totalité issu de l’article de Wikipédia en anglais intitulé « Karol Hławiczka » (voir la liste des auteurs).